# Perliodes dubius
Perliodes dubius är en insektsart som först beskrevs av Salvador de Toledo Piza Júnior 1937.  Perliodes dubius ingår i släktet Perliodes och familjen Pseudophasmatidae. Inga underarter finns listade i Catalogue of Life.